# Грёнер, Вильгельм
Карл Эдуард Вильгельм Грёнер (нем. Karl Eduard Wilhelm Groener; 22 ноября 1867, Людвигсбург — 3 мая 1939, Борнштедт, ныне в составе Потсдама) — немецкий военный и государственный деятель. Министр рейхсвера (1928—1932), министр внутренних дел Веймарской республики (1931—1932). Один из немногих военных чиновников, которые признали республику как реальность. В 1932 году занял более жёсткую позицию по отношению к национал-социалистам и в результате был вынужден подать в отставку.

## Биография
Родился в семье Карла Эдуарда Грёнера, казначея драгунского полка им. королевы Ольги и его супруги Августы, урождённой Болег.
Получив аттестат зрелости, 22 ноября 1884 года поступил на службу в вюртембергскую армию фенрихом. 
9 сентября 1886 года получил звание лейтенанта. С 3 апреля 1890 года по 30 сентября 1893 года служил батальонным адъютантом. 
21 июля 1896 года направлен на учёбу в Прусскую военную академию в Берлине. По окончании учёбы служил в своём полку. 
1 апреля 1897 года переведён в Генеральный штаб. 
25 марта 1898 года получил звание капитана. В этом звании с 12 сентября 1902 года в течение двух лет командовал ротой в 98-м Мецском пехотном полку. 1 октября 1904 года направлен на службу в Большой генеральный штаб. 
27 января 1906 года получил звание майора. 1 июля 1907 года командирован в генеральный штаб 7-го армейского корпуса. 10 сентября 1908 года назначен первым офицером Генерального штаба 13-го армейского корпуса вюртембергской армии. Прослужил на этой должности два года. 
18 августа 1910 года принял командование 3-м батальном 125-го пехотного полка имени императора Фридриха, короля Пруссии. 
1 октября 1911 года вернулся на службу в Генеральный штаб, где спустя год назначен начальником железнодорожного отдела. 13 сентября 1912 года получил звание подполковника.

### В период Первой мировой войны
С началом Первой мировой войны назначен начальником железнодорожного отдела в Ставке главнокомандования. На этой должности отвечал за организацию перевозки войск и снабжение, а также строительство железнодорожных путей. 
5 сентября 1914 года получил звание полковника. За заслуги на этом посту 26 июня 1915 года получил звание генерал-майора. 
11 сентября 1915 года награждён орденом Pour le Merite и званием почётного гражданина Людвигсбурга. 
В конце мая 1916 года переведён в ведомство продовольствия. 
1 ноября 1916 года возглавил Военное управление при Военном министерстве, отвечавшее за военно-экономическую мобилизацию. Под его управлением оказалась вся германская промышленность. Находясь на данном посту, выполнял программу Гинденбурга. В 1917 году программа была выполнена, а по отдельным видам производства вооружений перевыполнена.
Также 1 ноября 1916 года получил звание генерал-лейтенанта, и должность заместителя военного министра Пруссии.
В октябре 1918 года сменил Эриха Людендорфа на должности первого генерал-квартирмейстера. 
Во время Ноябрьской революции поддержал умеренную политику Совета народных представителей под руководством Фридриха Эберта (пакт Эберта-Грёнера), чтобы предотвратить развитие событий по модели большевистской Советской России. 
6 ноября Эберт призвал Грёнера поспешить с отречением кайзера от престола. 10 ноября 1918 года в телефонном разговоре генерал пообещал новому рейхсканцлеру Эберту, что армия подчинится его правительству, иначе тот не смог бы удержаться у власти. 
В своих мемуарах Грёнер оправдывал тот факт, что, будучи генералом имперской армии, он поддержал рейхсканцлера республиканской социал-демократической партии, которая во времена монархии долгое время считалась врагом рейха, намерением «несмотря на революцию, принести в новую Германию все лучшие и сильные элементы старой Пруссии».

### После Первой мировой войны
В 1920—1923 годах — министр путей сообщения, в 1928—1932 годах — министр обороны, в 1931—1932 годах — министр внутренних дел Германии.
На 62-й сессии рейхстага 10 мая 1932 года обосновал запрет штурмовых отрядов (СА). Его выступление сопровождалось бурными протестами депутатов от НСДАП. На том же собрании Грегор Штрассер потребовал распространить запись речи Грёнера на пластинках, но исполняющий обязанности вице-президента Томас Эссер не воспринял это всерьез. 12 мая 1932 года Курт фон Шлейхер призвал Грёнера уйти в отставку с должности министра обороны. В качестве начальника канцелярии министерства Шлейхер был правой рукой Грёнера. После того как 30 мая 1932 года рейхсканцлер Генрих Брюнинг был вынужден подать в отставку, Грёнер также потерял должность министра внутренних дел. После этого он ушел из политики. Новый рейхсканцлер Франц фон Папен, выдвинутый Шлейхером, тут же снова разрешил деятельность СА.
Грёнер умер 3 мая 1939 года от острого воспаления печени. Средства массовой информации сообщили о его смерти, но комментарии были запрещены. В соответствии с приказом всем офицерам вермахта и офицерам, уволенным с правом ношения военной формы, запрещалось принимать участие в панихиде. Лишь генерал-полковник Курт фон Хаммерштейн-Экворд нарушил этот приказ, появившись в парадной форме на похоронах Грёнера на Юго-Западном кладбище в Штансдорфе.

## Награды
- Железный крест 2-го и 1-го класса (королевство Пруссия)
- Орден Королевского дома Гогенцоллернов командорский крест с мечами (королевство Пруссия)
- Орден «Pour le Mérite» (11 сентября 1915, королевство Пруссия)
- Орден Красного орла 2-го класса со звездой, короной и мечами (август 1917, королевство Пруссия)
- Орден «За военные заслуги» офицерский крест с мечами (королевство Бавария)
- Военный орден Максимилиана Иосифа командорский крест (королевство Бавария)
- Орден «За военные заслуги» рыцарский крест (3 июля 1914, королевство Вюртемберг)
- Орден «За военные заслуги» командорский крест (13 июля 1916, королевство Вюртемберг)[7]
- Орден Вюртембергской короны командорский крест (королевство Вюртемберг)
- Императорский австрийский орден Франца Иосифа 3-й степени (Австро-Венгрия)
- Крест «За военные заслуги» 3-й степени с воинскими украшениями (Австро-Венгрия)